# Mark Wahlberg
Mark Robert Michael Wahlberg (født 5. juni 1971 i Boston, Massachusetts) er en amerikansk skuespiller, filmproducer, model og tidligere rapper. Han er født i en familie med ni børn, og er af svensk og irsk herkomst. Efter en ungdom med kriminalitet og fængselsophold blev han kendt som rapsanger under navnet Marky Mark i 1991. Hans berømmelse i denne periode blev ydermere forstærket af en optræden som model i en succesrig kampagne for Calvin Klein-undertøj.
Han brød igennem som skuespiller i bl.a. The Basketball Diaries (1995) og ikke mindst i hovedrollen i Paul Thomas Andersons skildring af den amerikanske pornobranche i 1970'erne og 1980'erne, Boogie Nights (1997). Siden har han bl.a. haft anerkendte roller i Three Kings (1999), The Perfect Storm (2000), Tim Burtons genindspilning af Planet of the Apes (2001), kupfilmen The Italian Job (2003), Martin Scorseses gangsterdrama The Departed (2006) og tv-serien Entourage, som han desuden var producent på. I 2010 var han medproducer på det Oscar-nominerede boksedrama The Fighter.

## Priser
- Mark Wahlberg blev nomineret til Oscar for "Bedste mandlige birolle" i filmen The Departed.

## Filmografi
- Basketball Diaries (1995)
- Fear (1996)
- Boogie Nights (1997)
- The Big Hit (1998)
- Three Kings (1999)
- The Yards (2000)
- The Perfect Storm (2000)
- Planet of the Apes (2001)
- Rock Star (2001)
- The Italian Job (2003)
- I ♥ Huckabees (2004)
- Four Brothers (2005)
- Invincible (2006)
- The Departed (2006)
- Shooter (2007)
- The Happening (2008)
- Max Payne (2008)
- Date Night (2010)
- The Fighter 2010)
- The Other Guys (2010)
- Contraband (2012)
- Ted (2012)
- Pain & Gain (2013)
- 2 Guns (2013)
- Lone Survivor (2013)
- Transformers: Age of Extinction (2014)
- Ted 2 (2015)
- Daddy's Home (2015)

## Diskografi
- You Gotta Believe (1992)
- Music for the People (1991)